# Grube Heidkampsfundgrube
Die Grube Heidkampsfundgrube ist eine ehemalige Braunkohlegrube des Bensberger Erzreviers in Bergisch Gladbach. Das Gelände gehört zum Stadtteil Heidkamp.

## Geschichte
Schriftliche Hinweise aus dem 18. Jahrhundert oder früher liegen bisher für die Grube Heidkampsfundgrube nicht vor. Der Königlich Preußische Revierbeamte Schmidt hatte am 25. Januar 1819 eine Feldesbesichtigung der Braunkohlegrube des Hofrates Fauth im Steigerkamp und Schönhäuschen durchgeführt und bei dieser Gelegenheit gesehen, dass man im Feld der Mutung des Stephan Kierspel fündig geworden war. Er begab sich daher am 30. Oktober 1819 erneut an Ort und Stelle und forderte den damaligen Besitzer dieser Mutung, den Frohnhalfen Friedrich Siegen, zur Beantragung einer Belehnung auf, weil Braunkohlengewinnung auf bloße Mutung nach dem seit 1815 geltenden Preußischen Bergrecht nicht mehr geduldet werden dürfe. Hiergegen und gegen die mit der Belehnung verbundene Zahlung eines Bergzehnten erhob Siegen Einwendungen. Seine Witwe wandte sich mit Schreiben vom 4. Dezember 1819 an das Bergamt Siegen. Sie teilte mit, dass man nicht die Absicht habe, gegen gesetzliche Bestimmungen zu verstoßen und sich fügen wolle. Das „hochlöbliche“ Bergamt werde gebeten, die Belehnung zu erteilen. Daraufhin wurde den Erben Siegen mit Datum vom 8. März 1820 durch die Königliche Berghauptmannschaft im Ministerium des Innern in Berlin bestätigt, dass ihnen durch das Oberbergamt Bonn am 8. Februar 1820 die Belehnung „über die Braunkohlengrube auf dem Heidkamp bey Gladbach“ ausgefertigt worden sei. Die Bezeichnung Heidkampsfundgrube taucht erstmals in einer behördlichen Verfügung der Königlichen Regierung, Abteilung des Inneren zu Cöln und des Königlichen Oberbergamtes Bonn vom 6. August 1841 auf, wodurch man den Erwerb mehrerer Parzellen in den Flurstücken Große Wiese und Hundswiese sowie einiger Wiesenparzellen bei der Kieppemühle beschloss, um tiefere Wasserablaufgräben herstellen zu können.

## Betrieb
Über den Betrieb der Grube liegen keine Informationen vor.

## Lage und Relikte
Das Grubenfeld Heidkampsfundgrube grenzte im Osten an den Teil der Alte Kölnische Straße an, der in nord-südlicher Richtung verläuft. Im Süden verlief die Heidkamper Straße als Grenze. Nördlich beginnen an der Feldesgrenze heute die Parkplätze der Papierfabrik Zanders. Im Hinterland der Wohnbebauung der Alte Kölnische Straße und nördlich der Heidkamper Straße befindet sich eine Vertiefung im Gelände. An einigen Stellen ist sie von Halden umgeben.